# Квінт Помпоній Муза
Квінт Помпоній Муза (лат. Quintus Pomponius Musa, I століття до н. е.) — давньоримський політик, магістрат і монетар. Належав до плебейського роду Помпоніїв.

## Серія монет Помпонія
Квінт Помпоній Муза був монетним магістратом у Римській республіці і мав право карбувати монети від власного імені. У той час монетарі випускали монети, за допомогою яких прославляли своїх відомих предків або вшановували улюблені божества. Близько 66 року до нашої ери Помпоній створив серію із десяти римських денаріїв, кожний з яких присвятив одній із дев'яти муз, обігравши таким чином своє ім'я Муза. На аверсі всіх монет зображено Аполлона, який мав епітет Мусагет — проводир і диригент хору муз, а на реверсі — певну музу й окремо Геркулеса.

### Дев'ять муз
| Муза       | Атрибути                                                                                   | Зображення |
| ---------- | ------------------------------------------------------------------------------------------ | ---------- |
| Кліо       | муза історії з папірусним сувоєм і спичкою для писання                                     |            |
| Полігімнія | муза сакральної (релігійної) поезії у вінку з плюща                                        |            |
| Калліопа   | муза епічної поезії грає на лірі, спираючись на колону                                     |            |
| Евтерпа    | муза ліричної поезії і музики тримає авлос (подвоєну флейту) і спирається ліктем на колону |            |
| Ерато      | муза любовної поезії з кіфарою і плектром                                                  |            |
| Талія      | муза комедії, спираючись ліктем на колону, тримає комічну маску                            |            |
| Мельпомена | муза трагедії у вінку з плюща тримає кий і маску                                           |            |
| Терпсіхора | муза танцю з лірою і плектром                                                              |            |
| Уранія     | муза астрономії жезлом указує на небесне склепіння                                         |            |

### Геркулес Музарум

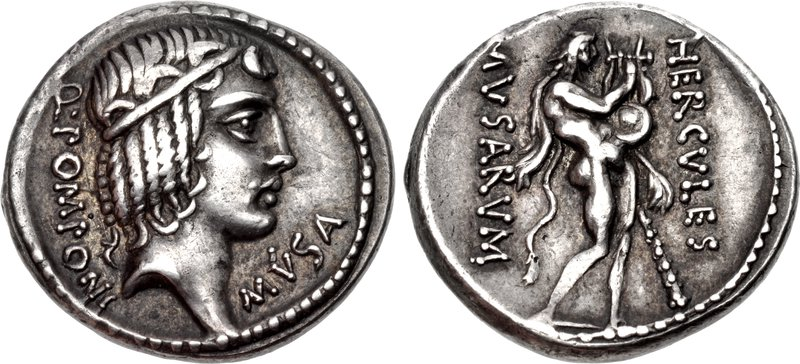
Монета Геркулеса Музарума

Десята монета присвячена Геркулесу, культ якого пов'язаний із музами. За переказами, він після важких звитяг відпочивав, насолоджуючись музикою й співами. Саме ця сцена відтворена на денарії: герой, відклавши свою палицю, грає на лірі. У легенді монети є напис: HERCULES MUSARUM (Геракл — супутник муз). Під таким ім'ям він був відомий у Стародавній Греції. Згодом про нього дізналися і в Римі. 187 року. до н. е. на Марсовому полі неподалік від Фламінієвого цирку звели храм Геркулеса Музарського з ініціативи консула Марка Фульвія Нобіліора, переможця Етолійського союзу — об'єднання давньогрецьких міст-держав. У святилищі виставили статуї Геракла і дев'яти муз, викрадені консулом з грецького міста Амбракія.